# Temple mormon de Villahermosa
 (juin 2021).
Si vous disposez d'ouvrages ou d'articles de référence ou si vous connaissez des sites web de qualité traitant du thème abordé ici, merci de compléter l'article en donnant les références utiles à sa vérifiabilité et en les liant à la section « Notes et références ».
Le temple mormon de Villahermosa est un temple de l’Église de Jésus-Christ des saints des derniers jours situé à Villahermosa, dans l’État de Tabasco, au Mexique. Il a été inauguré le 21 mai 2000.